# Bixorestes
Bixorestes es un género de escarabajos longicornios de la tribu Typhocesini. Fue descrito por Francis Polkinghorne Pascoe en 1867.

## Especies
- Bixorestes arcuatus Bjørnstad, 2017
- Bixorestes clennellae Bjørnstad, 2017
- Bixorestes hottentottus (Olivier, 1790)
- Bixorestes illustris (Dalman, 1817)
- Bixorestes karooensis Bjørnstad, 2017
- Bixorestes piceki (Adlbauer, 2002)
- Bixorestes picekioides Bjørnstad, 2017
- Bixorestes pulchellus (Adlbauer, 2000)